# Rasmus Bartholin
Rasmus Bartholin (født 13. august 1625 i Roskilde, død 4. november 1698 i København) var videnskabsmand og professor i medicin og geometri ved Københavns Universitet.
Hans videnskabelige indsats dækkede matematik, hvor han arbejdede med analytisk geometri, samt astronomi hvor han arbejdede med at udgive Tycho Brahes observationsjournaler hvor han antog Ole Rømer til sin hjælp.

## Karriere
Han blev student fra Herlufsholm i 1642, påbegyndte i 1646 et længere udenlandsophold, der med en afbrydelse i 1647, da han tog magistergraden i København, varede til 1656. Han opholdt sig i Holland, England, Frankrig og Italien, studerede blandt andet Cartesius’ analytiske geometri, og besørgede udgivelsen af Frans van Schootens indledning til denne i Leiden 1651. I 1654 blev han dr.med. i Padua. I 1656 blev han professor i geometri og i 1657 professor i medicin ved Københavns Universitet. I 1664 observerede han en stor komet på himlen.
Han har skrevet talrige afhandlinger med matematisk, fysisk og medicinsk indhold. Han blev berømt ved opdagelsen af dobbeltbrydningen i den kalkmineralet islandsk spat, som han beskrev og gav en tilnærmet opbygning af i Experimenta chrystalli Islandici 1669 (den nøjagtige blev først givet af Huygens i 1690). Bartholin var Ole Rømers Lærer. I 1671 blev han lærer for Prins Georg, i 1675 assessor i Højesteret, kancelliråd (1684), justitsråd og etatsråd (1694).
Ved sin død testamenterede han en del af sin formue til videnskabelige og filantropiske formål.

## Privatliv
Han var søn af professor Caspar Bartholin og Anna Fincke, der var datter af matematikeren Thomas Fincke. Han var lillebror til Thomas Bartholin (1616–1680).